# گامبی قیصر
گامبی قیصر (انگلیسی: Gambit Kieseritzky) یکی از شاخه‌های گشایش گامبی شاه در شطرنج است.
این شاخه گشایش با حرکات زیر شروع می‌شود:
1. ♙به خانه e۴ و ♟ به خانه e۵
2. ♙به خانه f۴ و ♟خانه e × خانه f۴
3. ♘به خانه f۳ و ♟به خانه g۵
4. ♙ به خانه g۴ و ♟به خانه h۴
5. ♘ به خانه e۵ ...
در حرکت سوم، در جواب ♘به خانه f۳ سیاه ♟ خود را به خانه g۵ پیش می‌راند تا از ♟ دیگر خود در خانهٔ f۴ دفاع کند. وجود ♘ در خانهٔ f۳ موقتاً مانع ♛ شده و اجازه کیش نمی‌دهد. اما سفید که احتمال حرکت بعدی ♟ به خانهٔ g۴ را پیش‌بینی کرده و ♘ را در معرض تهدیدی قریب‌الوقوع می‌بیند، در حرکت چهارم، ♙ به خانه h۴ پیش می‌راند تا مسیر ♖ را باز کرده و در ضمن برای ♘ در حرکت احتمالی بعدی به حمایت ♙خانه h۴ پناهگاهی در خانهٔ e۵ بسازد. در این شاخه از گشایش گامبی شاه؛ سیاه، در عمل، در جواب حرکت چهارم سفید، ♟ را به خانه g۴، پیش رانده و ♘ را تهدید می‌کند. در اینجا تصمیم سفید در حرکت پنجم تعیین‌کننده است و اگر ♘ را به خانهٔ e۵  منتقل کند، گامبی قیصر خواهیم داشت. هدف این حرکت علاوه بر خارج کردن ♘ از معرض تهدید ♟، در خانهٔ g۴، تلافی قربانی قبلی، با گرفتن ♟ در خانهٔ g۴، در حرکت بعدی و نیز شکستن خط زنجیرهٔ دفاعی پیاده‌های سیاه و تضعیف جناح شاه حریف است.[۱]

## پیشینه
گامبی قیصر که یکی از شاخه‌های فرعی در ادامه گامبی شاه است، اولین بار در اواخر قرن ۱۶م، توسط پولریو در محافل شطرنج بازان معرفی شده‌است. همچنین این شاخه گشایش در چندین مجموعه قدیمی بازی‌های شطرنج گنجانده شده و مورد تجزیه و تحلیل استادان قرار گرفته‌است.